# Polialfaolefina
Polialfaolefina (PAO) és un lubricant sintètic resultat d'una mescla d'un hidrocarbur i sabó de liti. Es caracteritza per la seva estabilitat tèrmica, la seva bona viscositat, encara a temperatures elevades, la seva capacitat de resistir altes pressions i la seva estabilitat a l'oxidació. S'han desenvolupat diferents tipus de PAO. S'empren amb determinats additius, fonamentalment, amb nanopartícules en lubricants per engranatges, reductors i altres usos industrials.